# Álvaro García (poeta)

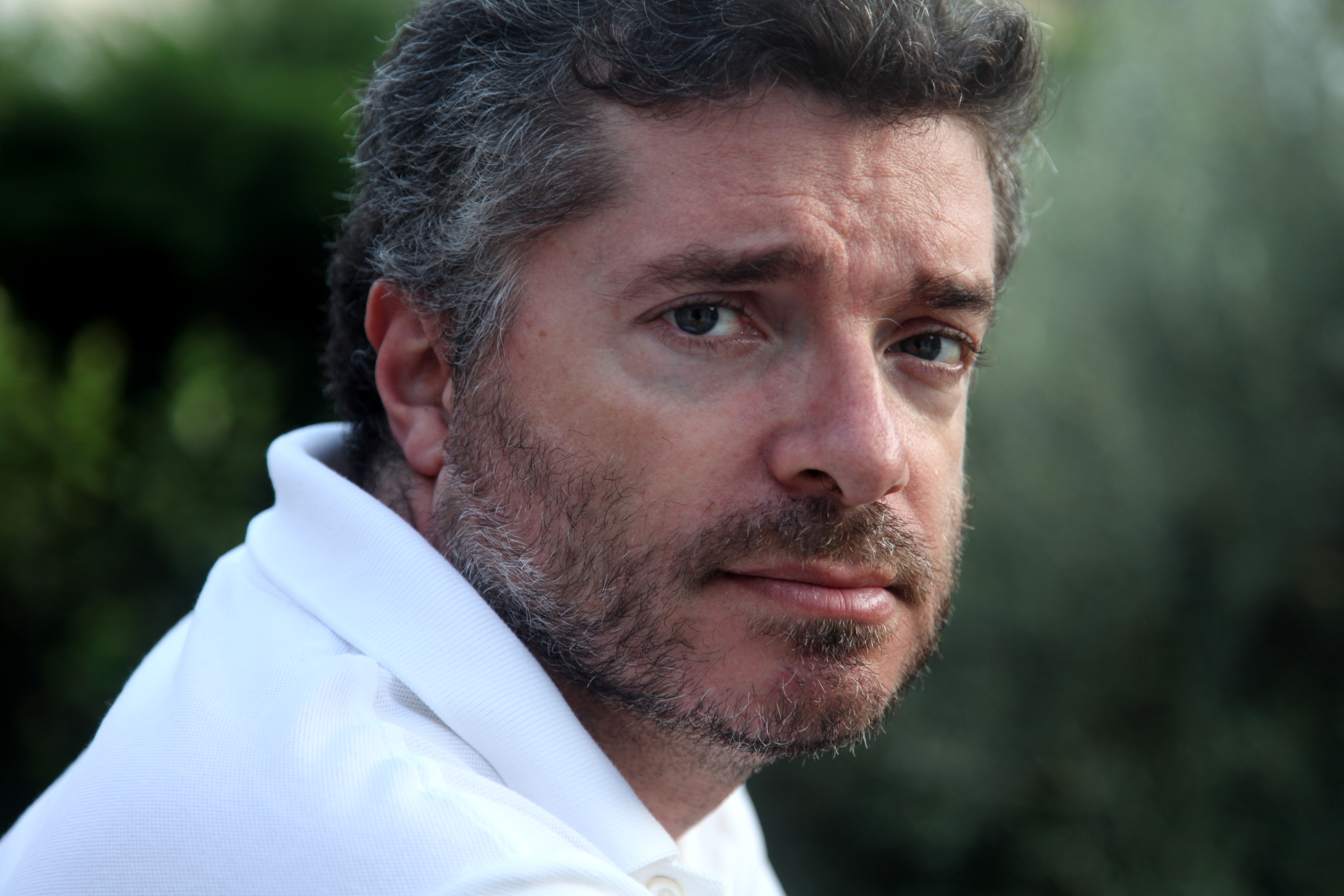
Álvaro García fotografiado por Cristina Núñez Salmerón, 2011

Álvaro García (Málaga, 31 de agosto de 1965) es un poeta, ensayista, novelista y traductor español. 
Se doctoró en Teoría de la Literatura y es docente en la Facultad de Educación de la Universidad de Málaga. Ha traducido obras de Shakespeare, Edward Lear, Kipling, T. S. Eliot, Auden, Philip Larkin, Kenneth White, D. M. Thomas, Margaret Atwood, Lawrence Ferlinghetti, Gary Snyder y Ruth Padel. Como ensayista publicó en 2005 Poesía sin estatua, "una auténtica joya ... Una de las mentes jóvenes más lúcidas de la literatura española” (V.L. Mora, Revista de la Cátedra Miguel Delibes). Obtuvo en 1989 el Premio Hiperión por La noche junto al álbum y en 2011 el Premio Loewe por Canción en blanco, elegido ese año "mejor libro de poesía en español" por El Cultural.
Caso sostenido de autor “memorable y secreto” (A. Ortega, ABC Cultural),“original y profundamente lúcido” (Á. Pombo, Culturas),“adictivo” (A. Sáenz de Zaitegui, El Cultural),un reciente estudio con perspectiva de género realizado en la Universidad de Zaragoza lo revela como el poeta (hombre) más referenciado como renovador en estudios, antologías y obras de otros poetas de la Democracia española (el caso femenino, según el mismo estudio, sería el de Aurora Luque).
Después de Intemperie (1995) y Para lo que no existe (1999), se adentra en una secuencia poética que, a lo largo de un cuarto de siglo, forma el libro en proceso de "uno de los poetas centrales de nuestra lengua” (J. Aguado, Mercurio),"largo y gran poema único ... representación de una operación unitaria ... certera sucesión dinámica de imágenes que emulan la presencia del mundo” (A. Ortega, El País), "de extraordinaria calidad ... algo nada frecuente entre nosotros: un poema largo, unitario, realzado por brotes visionarios, irracionalistas, y una honda potencia en el tratamiento del tema amoroso" (V. Molina Foix, Tiempo),“el fondo inagotable de un genio poético en estado de gracia” (J.M. Romero, Cuadernos Hispanoamericanos).Una primera versión íntegra de la secuencia se produce en El ciclo de la evaporación (2016) "y lo hace de un modo magistral, apasionante" (T. Blesa, El Cultural)."Reflexión e inspiración se dan la mano para lograr un libro mayor de nuestras letras" (Á. Valverde, Cuadernos Hispanoamericanos).
En 2018 debutó como novelista con El tenista argentino, premio Ciudad de Barbastro. “Si como poeta ha demostrado ser una de las voces más personales y audaces, como novelista parece encauzado en esta misma línea. Despliega certeramente todos los elementos de una relación que involucra al lector en un ambiente de pesadilla y lo atrae hacia el centro de la espiral, con una prosa hipnótica” (M.A. Robles, Diario de Sevilla). “La atmósfera que nos describe es exacta y goza de una peculiaridad de escalpelo casi científico. Aquí no hay lirismo, sino poesía en el sentido que le otorgaba Octavio Paz cuando afirmaba que D. H. Lawrence y William Faulkner eran grandes poetas porque atienden a criterios que no se detienen en las apariencias” (J. A. Juristo, Cuadernos Hispanoamericanos).
En 2020 publica la novela Discurso de boda (“amena e inteligente, de una clarividencia fuera de lo común”, J. M. Herrera, Libros Nocturnidad y Alevosía)y, en 2022, Elenco, elegida mejor novela española de ese año por la revista Caocultura, “clamorosa y sensorialmente una novela, casi una epopeya íntima, un canto fantasmal del roce entre lo individual y lo colectivo” (M. J. Carrasco, InfoLibre)donde “la historia se va nutriendo del lenguaje. Audacia, vacío, ritmo, aliento y vivacidad. Eso y más.” (G. J. Vera, La Gonzo Magazine).
Letrista de los discos del músico pop español Conde Ser sin sitio (2018) y La única mañana (2023), ha realizado los cortometrajes documentales Revelación poética errante, sobre los años de José Bergamín en Montevideo, y, con el programa STaRs (Supporting Talented Researchers) de la Universidad de Bérgamo, Norte de Italia, sobre W. H. Auden y la traducción. 
En 2023, el libro de poemas Cuando hable el gato "construye una realidad sin el amparo de los lugares comunes" (C. Alcorta, El Diario Montañés).“Prodigioso y raro equilibrio entre el canto y el cuento, entre la estética y el pensar ... la vuelta de un mago que enmudece al auditorio con su arquitectura honda” (I. González).Este libro incluye, con el título de "Avenida", una nueva pieza extensa de la serie proyectada en el tiempo sobre la relación entre el yo, el nosotros y el mundo.
Back Bay prosigue en 2024 "un ciclo ambicioso y una trayectoria exigente. Una poesía a la vez densa y transparente, misteriosa y reveladora” (L. García Jambrina, ABC)."Reafirma su maestría y no deja de ser un poema de amor intemporal." (Á. Valverde, El Cultural/El Español).
En 2024 ha publicado el ensayo La vuelta a la poesía: un experimento didáctico. 

## Obra
- 1989 La noche junto al álbum. Hiperión
- 1995 Intemperie. Pre-Textos
- 1999 Para lo que no existe. Pre-Textos
- 2002 Caída. Pre-Textos
- 2005 El río de agua. Pre-Textos
- 2005 Poesía sin estatua. Ser y no ser en poética (ensayo). Pre-Textos
- 2012 Canción en blanco. Visor
- 2014 Falling and Other Poems, translated by Chris Michalski. Fundación Málaga
- 2014 Ser sin sitio. Vandalia
- 2016 El ciclo de la evaporación. Pre-Textos
- 2018 El tenista argentino (novela). Pre-Textos
- 2020 Discurso de boda (novela). Libros Canto y Cuento
- 2022 Elenco (novela). Milenio
- 2023 Cuando hable el gato. Pre-Textos
- 2024 La vuelta a la poesía: un experimento didáctico (ensayo). Peter Lang
- 2024 Back Bay. Ril Editores